# Dragensdorf
Dragensdorf ist ein Ortsteil der Gemeinde Dittersdorf in der Verwaltungsgemeinschaft Seenplatte im thüringischen Saale-Orla-Kreis.

## Geschichte
1990 wurde die ehemalige Gemeinde Mitglied der Verwaltungsgemeinschaft Oettersdorf, die 1993 in Verwaltungsgemeinschaft Seenplatte umbenannt wurde. Zum 1. Dezember 2010 wurde sie ein Ortsteil von Dittersdorf. Bis dahin war sie die nach der Einwohnerzahl kleinste Gemeinde des Saale-Orla-Kreises.

### Einwohnerentwicklung
Entwicklung der Einwohnerzahl (jeweils 31. Dezember):
| - 1994: 72 - 1995: 71 - 1996: 70 - 1997: 71 | - 1998: 71 - 1999: 71 - 2000: 72 - 2001: 70 | - 2002: 70 - 2003: 70 - 2004: 69 - 2005: 65 | - 2006: 67 - 2007: 67 - 2008: 70 - 2009: 72 |

Datenquelle: Thüringer Landesamt für Statistik

## Sehenswürdigkeiten
Das Ortsbild ist durch eine Reihe von Teichen geprägt. In der Ortsmitte befindet sich die Kirche St. Katharinen, eine im Ursprung gotische Saalkirche, die 1684 erweitert wurde. Sie enthält einen Flügelaltar aus der Zeit um 1500, ein Wandmosaik mit einer Darstellung der Apokalypse, einen Taufstein aus dem Jahr 1684 und eine moderne Kanzel.